# Jean-Marc Lorber

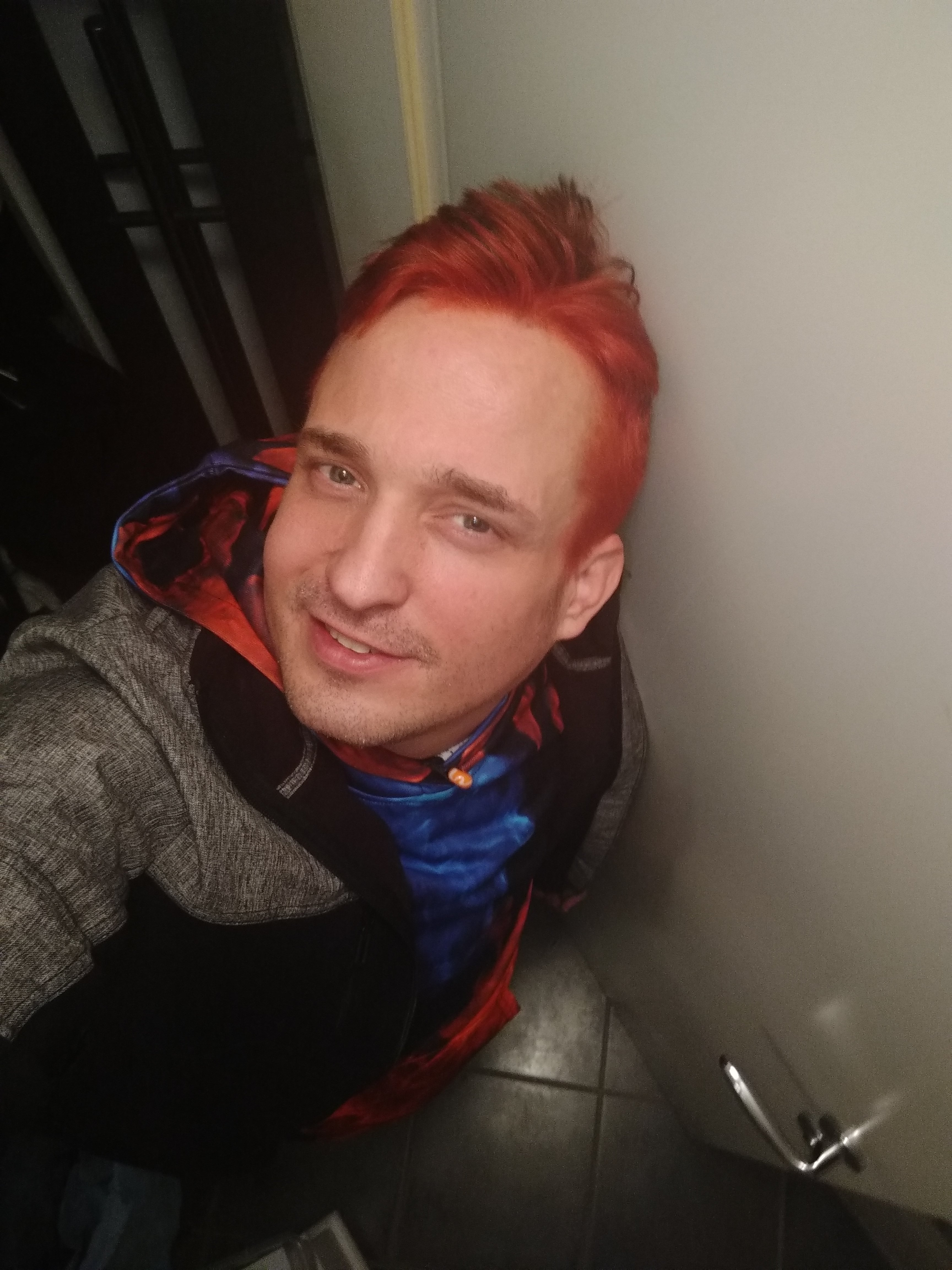
Jean-Marc Lorber, 2019

Jean-Marc Lorber (* 21. Dezember 1978 in Ambilly, Frankreich), aufgewachsen in Freudental, ist ein deutscher Komponist und Sänger, der seine Musik mit Aufklärungsarbeit zum Tourette-Syndrom verbindet.

## Leben
Nach einer Hirnhautentzündung traten bei Jean-Marc Lorber mit neun Jahren motorische Tics auf. Im Alter von elf Jahren kamen vokale Tics hinzu. 1993 wurde die Diagnose Tourette-Syndrom gestellt. Im selben Jahr entdeckte er die Musik und komponierte erste Melodien. Während des Musizierens ist Jean-Marc Lorber ticfrei.
Im Jahr 1995 wurde Lorber Mitglied der Stuttgarter Boyband „N´JAM“, die als Duo R8 ChoiZ ab 1997 fortgesetzt wurde. Lorber schrieb Songs und sang contemporary R&B und Hip-Hop-Soul. Im Jahre 2009 trat Lorber in der Reportage Tics und Zwänge bei RTL im Fernsehen auf. 2011 erreichte Lorber bei der Talentshow X Factor (Deutschland) im Duo R8ChoiZ die zweite Runde. 2017 veröffentlichte er in Zusammenarbeit mit Patrick Lynen das Hörbuch Tourette in my head – Von der Kunst anders zu leben und zu denken.
Jean-Marc Lorber bezeichnete seinen Musikstil als „Neuro-Soul“ und „Si-fi R&B“, wobei Si-fi hier als „situative finding“ zu verstehen ist, was sich auf schnell wechselnde Gedanken und Bewegungsabläufe bezieht. Jean-Marc Lorber tritt auch unter dem Namen SpellfireJaMaL auf. 2021 veröffentlichte Lorber in Kooperation mit Kai Krech den Song „I can fly“, 2022 zusammen mit dem Satiriker Andreas Mettler die satirische Hymne „Stimmen für die Welt“.
Seit 2006 engagiert sich Lorber für die Tourette Gesellschaft Deutschland e.V., im Interessenverband Tic & Tourette Syndrom e.V. und in der von ihm gegründeten Selbsthilfegruppe Tourette und ADHS in Stuttgart. Dabei distanziert sich Lorber ausdrücklich vom sogenannten Social-Media-Tourette.
2017 komponierte Lorber zusammen mit 16 Tourette-Betroffenen im Rahmen der Musikwerkstatt TICs des IVTS die ironische Tourette-Hymne Sei laut.

## TV-Auftritte (Auswahl)
- RTL Tolerance Day 2012 – 16. Februar 2012[15]
- RTL2 – Mein Leben mit dem Zwang – 7. April 2014[16]
- Pro7 – Taff – Tourette Eskalation extrem! – 10. Juli 2017[17]
- VOX – Spiegel-TV – Tourette Syndrom – Ich kann nicht anders! – 25. April 2016[18]
- Süddeutsche Zeitung – Tourette Syndrom – 16. Februar 2017[19]
- Schweizer Fernsehen SRF – Mit Gesang gegen Tourette – 14. September 2013[20]
- SWR Landesschau – Mit Gesang gegen Tourette – 7. Juni 2017[21]
- Tourette-Syndrom des Jean-Marc (Spellfire) bei Wieland Backes im SWR Nachtcafé – 8. September 2012[22]
- Nonsenf – Die LateShow – 16. September 2016[23]
- Nonsenf – Die LateShow – 19. Mai 2017[24]
- WDR – Die runde Ecke – Jean-Marc über sein Leben – 7. September 2016[25]
- Regio TV Stuttgart – Puls – Der Musiker mit dem Tourette – 11. Januar 2018[26]
- Endstation Keller Archiv – Karriere trotz Tourette – 2. April 2019[27]
- 1LIVE Dumm Gefragt – 12. September 2019[28]
- Kaffee oder Tee (SWR) – 4. Juni 2020[29]
- Leeroys Momente (SWR) – 16. Oktober 2020[30]
- Bild – 16. Juni 2022[31]
- Tagesspiegel – 9. Januar 2025[32]